# Eupithecia sordidata
Eupithecia sordidata là một loài bướm đêm trong họ Geometridae.